# 헨리 모건소 주니어
헨리 모건소 주니어(Henry Morgenthau Jr., 1891년 5월 11일 ~ 1967년 2월 6일)는 미국의 정치인이다. 1934년부터 1945년까지 프랭클린 D. 루스벨트의 재임 기간 대부분 동안 미국의 재무장관을 지냈다. 뉴딜의 계획과 재무에서 중요한 역할을 맡았으며 무기대여법과 중국에 대한 지원, 유대인 난민 원조, 전후 독일의 산업 해체를 다룬 모건소 플랜 등 대외 정책을 형성하는 데 관여하였다.
외교관인 헨리 모건소의 아들이며, 맨해튼 지방검사 로버트 M. 모건소, 작가 헨리 모건소 3세, 소아과의 조안 모건소 허쉬혼(Joan Morganthau Hirschhorn)을 자녀로 두었다. 해리 트루먼의 대통령 승계 이후 에드워드 스테티니어스가 국무장관을 사임한 1945년 6월 27일부터  7월 3일까지 재무장관직을 수행하면서 대통령 승계순위에 들었다.